# Borsevő törpetukán
A borsevő törpetukán (Selenidera piperivora) a madarak (Aves) osztályának harkályalakúak (Piciformes) rendjébe, ezen belül a tukánfélék (Ramphastidae) családjába tartozó faj.

## Rendszerezése
A fajt Carl von Linné svéd természettudós írta le 1758-ban, a Ramphastos nembe Ramphastos piperivorus  néven. Egyes szervezetek szerint  a neve Selenidera culik és Johann Georg Wagler írta le 1827-ben.

## Előfordulása
Dél-Amerika északi részén, Brazília, Francia Guyana, Guyana, Suriname és Venezuela területén honos. 
Természetes élőhelyei a szubtrópusi vagy trópusi síkvidéki esőerdők. Állandó, nem  vonuló faj.

## Megjelenése
Testhossza 33–35 centiméter, a hím testtömege 129–159 gramm, a tojóé 132–165 gramm, a csőrhossza 9 centiméter. A hím feje és mellkasa fekete, míg a tojó mellkasa szürke, feje teteje szürke, tarkója gesztenyebarna. Mindkét nem csőre fekete és vörös színű, szeme körül kék bőr található, fülénél pedig sárga folt.

## Életmódja
Tápláléka legfőképp gyümölcsökből áll, emellett fogyaszt rovarokat is. Legfeljebb 10 fős csoportokban figyelhetők meg, de leginkább párban.

## Szaporodása
Fészekalja 4–5 fehér tojásból áll, melyet 16 napig költenek. A fiókák 40–42 nap után repülnek ki a fészekből.

## Természetvédelmi helyzete
Az elterjedési területe rendkívül nagy, egyedszáma pedig stabil. A Természetvédelmi Világszövetség Vörös listáján nem fenyegetett fajként szerepel.